# Prasinocyma inconspicuata
Prasinocyma inconspicuata là một loài bướm đêm trong họ Geometridae.